# 爱德华多·巴尔加斯
伊度亞度·捷西斯·華加斯·羅哈斯（西班牙語：Eduardo Jesús Vargas Rojas，西班牙語發音：[eˈðwarðo ˈβaɾɣas]；1989年11月20日—）是一名智利足球員，司職前鋒，亦可擔任中場邊路工作，現時效力巴西足球甲級聯賽球隊米内罗。

## 俱樂部生涯
2014年8月21日，英超球會昆士柏流浪從意甲球會拿坡里借用24歲2014年世界盃智利國家足球隊代表華加斯，借用期為一個球季。

## 国际职业生涯

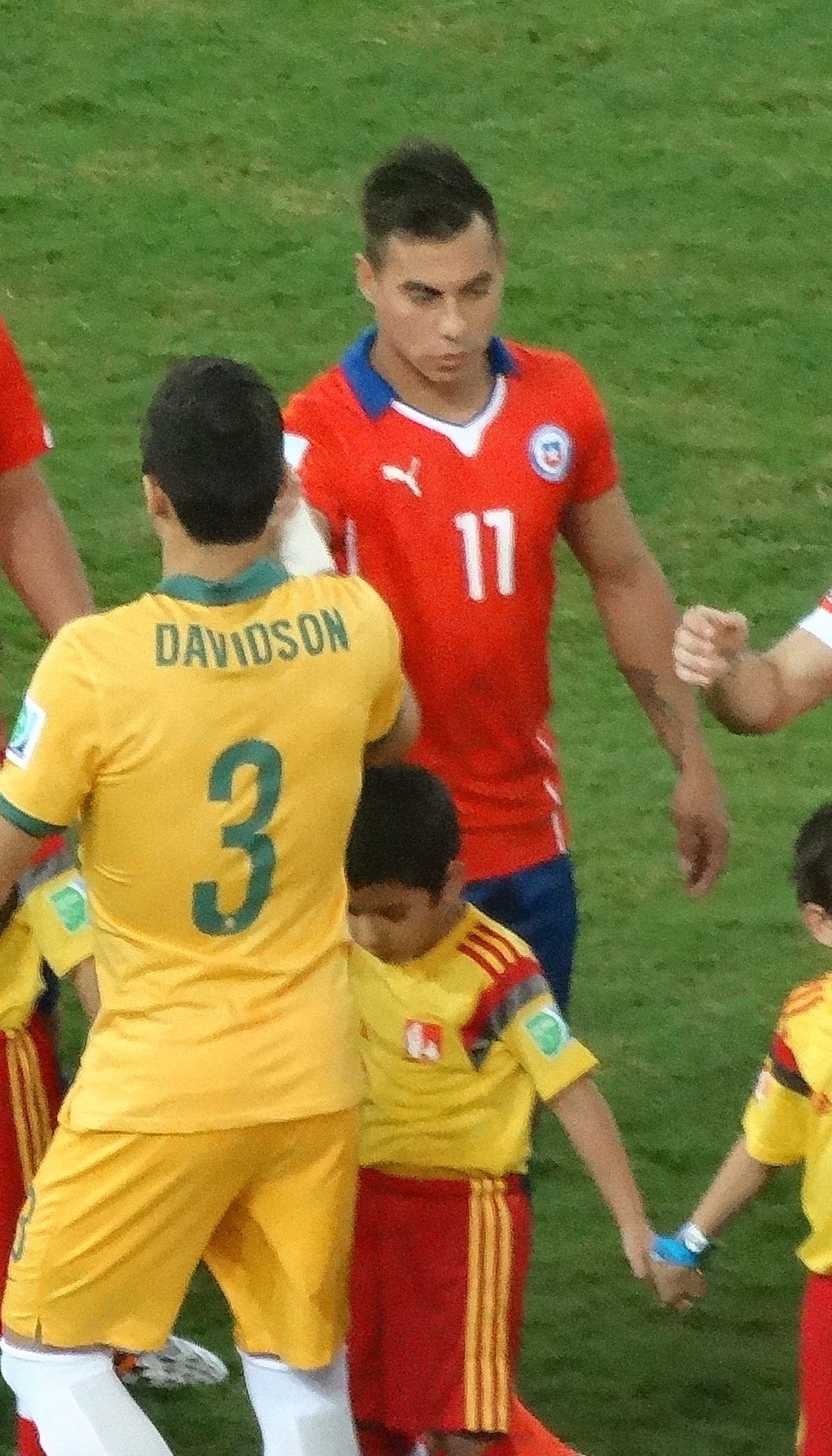
瓦尔加斯与澳大利亚队在2014年国际足联世界杯小组赛前握手

2009年，瓦尔加斯与智利U23国家队参加了图卢兹锦标赛，他们成为了冠军并且是球队的第二射手。2009年11月5日，他在卡普竞技场上对巴拉圭的比赛中首次代表国家队出场，结果是2-1的胜利。
2011年，瓦尔加斯被召回，并在9月2日对西班牙的友谊比赛中打进他的第一个进球，虽然最终以3-2输给了对手。 在同年10月12日，他在4-2击败秘鲁的2014年国际足联世界杯南美洲区预选赛中打进了他的首个正式国际进球，比赛在大卫·阿雷亚诺纪念体育场进行。
2013年9月，瓦尔加斯以在与西班牙的友谊比赛中进球两次，打破了智利国家队连续比赛进球的记录，此前该纪录由马塞洛·萨拉斯和卡洛斯·卡斯泽利共同保持。 在2013年，他在六场连续比赛中进球并总共为“洛哈队”打入了九个进球。

### 2014年世界杯
2014年6月1日，瓦尔加斯被豪尔赫·桑帕奥利列入了智利参加2014年世界杯在巴西举办的23人名单。 在智利小组赛的第二场比赛中，对阵卫冕冠军西班牙的比赛中，瓦尔加斯打入了球队的开场进球，这场比赛数学上淘汰了西班牙，并获得了晋级淘汰赛阶段的资格。

### 2015年美洲杯
2015年6月11日，瓦尔加斯在2015年美洲杯开幕赛中为智利打入一球，在圣地亚哥的胡利奥·马丁内斯·普拉达诺斯国家体育场以2-0战胜厄瓜多尔。 在球队接下来的比赛中，瓦尔加斯在6月15日对墨西哥的比赛中打进了他在本届比赛的第二个进球，帮助智利队以3-3战平对手。 在对阵秘鲁的半决赛中，瓦尔加斯为智利队打入两个进球，帮助球队以2-1获胜，进入了决赛。尽管瓦尔加斯在加时赛被换下场，智利队在点球大战中击败阿根廷，赢得了他们的第一个重大国际荣誉。 瓦尔加斯的四个进球使他成为该比赛的共同最佳射手，与秘鲁的帕奥洛·格雷罗并列，并入选了该届比赛的最佳阵容。

## 國家隊

### 國際賽入球
最後更新：match played 24 March 2022.
| 智利 | 智利 | 智利 |
| 年份 | 出場 | 入球 |
| ---- | ---- | ---- |
| 2009 | 1    | 0    |
| 2010 | 2    | 0    |
| 2011 | 6    | 2    |
| 2012 | 6    | 0    |
| 2013 | 12   | 9    |
| 2014 | 12   | 7    |
| 2015 | 13   | 7    |
| 2016 | 14   | 7    |
| 2017 | 15   | 3    |
| 2018 | 1    | 0    |
| 2019 | 9    | 3    |
| 2020 | 2    | 0    |
| 2021 | 11   | 2    |
| 2022 | 2    | 0    |
| 總計 | 106  | 40   |

智利的入球及比數列前方
| #   | 日期           | 場地                                   | 對賽球隊 | 入球 | 比數 | 競賽               |
| --- | -------------- | -------------------------------------- | -------- | ---- | ---- | ------------------ |
| 1.  | 2011年9月2日   | 瑞士圣加仑AFG體育場                    | 西班牙   | 2–0  | 2–3  | 友誼賽             |
| 2.  | 2011年10月12日 | 智利聖地亞哥阿雷拉诺纪念球场           | 秘魯     | 2–0  | 4–2  | 2014年世界盃外圍賽 |
| 3.  | 2013年2月6日   | 西班牙馬德里卡達朗球場                 | 埃及     | 1–0  | 2–1  | 友誼賽             |
| 4.  | 2013年3月26日  | 智利聖地亞哥智利国家体育场             | 乌拉圭   | 2–0  | 2–0  | 2014年世界盃外圍賽 |
| 5.  | 2013年4月23日  | 巴西贝洛奥里藏特米内罗体育场           | 巴西     | 2–2  | 2–2  | 友誼賽             |
| 6.  | 2013年6月7日   | 巴拉圭亞松森大厦谷保衛者球場           | 巴拉圭   | 1–0  | 2–1  | 2014年世界盃外圍賽 |
| 7.  | 2013年6月11日  | 智利聖地亞哥智利国家体育场             | 玻利维亚 | 1–0  | 3–1  | 2014年世界盃外圍賽 |
| 8.  | 2013年9月6日   | 智利聖地亞哥智利国家体育场             | 委內瑞拉 | 1–0  | 3–0  | 2014年世界盃外圍賽 |
| 9.  | 2013年9月10日  | 瑞士日内瓦日内瓦体育场                 | 西班牙   | 1–0  | 2–2  | 友誼賽             |
| 10. | 2013年9月10日  | 瑞士日内瓦日内瓦体育场                 | 西班牙   | 2–1  | 2–2  | 友誼賽             |
| 11. | 2013年11月19日 | 加拿大多伦多羅渣士中心                 | 巴西     | 1–1  | 1–2  | 友誼賽             |
| 12. | 2014年5月30日  | 智利聖地亞哥智利国家体育场             | 埃及     | 2–2  | 3–2  | 友誼賽             |
| 13. | 2014年5月30日  | 智利聖地亞哥智利国家体育场             | 埃及     | 3–2  | 3–2  | 友誼賽             |
| 14. | 2014年6月4日   | 智利瓦尔帕莱索埃利亚斯· 菲格罗亚体育场 | 北爱尔兰 | 1–0  | 2–0  | 友誼賽             |
| 15. | 2014年6月18日  | 巴西里約熱內盧馬拉卡納體育場           | 西班牙   | 1–0  | 2–0  | 2014年世界盃       |

## 榮譽

### 球會
智利大學
- 智利超級足球聯賽 (2)：2011年春季聯賽、2011年秋季聯賽
- 南美球會盃 (1)：2011年

拿坡里
- 意大利盃：2011/12年

### 國家隊
- 土伦杯国际足球邀请赛 (1)：2009年
- 美洲國家盃冠軍（2）：2015年、2016年

### 個人
- 南美俱樂部盃神射手 (1): 2011
- 南美俱樂部盃最佳球員 (1)： 2011
- 智利足球甲級聯賽最佳球員 (1)： 2011
- 智利足球甲級聯賽最佳前鋒 (1)： 2011
- 南美足球先生第二名： 2011
- 美洲杯金靴:  2015 2016
- "美洲夢幻球隊"前鋒： 2011[14]

## 外部連結
- BDFA profile （页面存档备份，存于）
- UEFA announcement （页面存档备份，存于）
- Transfermarkt profile （页面存档备份，存于）